# Грейнер Анатолій Миколайович
Анатолій Миколайович Грейнер (7 жовтня 1916 — 30 листопада 1990) — радянський боксер-любитель. Семиразовий чемпіон СРСР, заслужений майстер спорту СРСР (1948). Видатний боксер СРСР (1948).

## Життєпис
Народився в місті Харків.
Тренуватися розпочав у 1934 році у М. І. Романенка в Харкові, виступав за РСЧА. У 1945 році лейтенант А. М. Грейнер пройшов Курси удосконалення офіцерського складу з фізичної освіти. Від 1946 року виступав за ЦДКА (Москва), тренувався у заслуженого тренера СРСР І. Г. Іванова. Виступав у ринзі протягом 20 років. За цей час провів 204 поєдинки, з них у 170 одержав перемогу.
Семиразовий чемпіон СРСР: 1937 (напівлегка вага), 1946—1949, 1951, 1953 (легка вага). Двічі ставав фіналістом (1938, 1954) та тричі (1936, 1944, 1945) — призером чемпіонатів СРСР з боксу.
Чемпіон Всеслов'янського турніру. У складі збірної СРСР провів 12 міжнародних боїв, не програвши жодного. З успіхом виступав у рингах 5 країн.
Після завершення спортивної кар'єри мешкав у Москві, де й помер. Похований на Ніколо-Архангельському кладовищі.